# Epidendrum tortipetalum
Epidendrum tortipetalum là một loài thực vật có hoa trong họ Lan. Loài này được Scheeren mô tả khoa học đầu tiên năm 1976.